# Augesmus trinus
Augesmus trinus är en mångfotingart som först beskrevs av Loomis 1959.  Augesmus trinus ingår i släktet Augesmus och familjen fingerdubbelfotingar. Inga underarter finns listade i Catalogue of Life.